# 1922 في ألمانيا
فيما يلي قوائم الأحداث التي وقعت خلال عام 1922 في ألمانيا.

## سياسة

### تعيين في المنصب
- 22 نوفمبر – فيلهلم كونو مستشار ألمانيا.

### انتهاء فترة المنصب
- 14 نوفمبر – يوزيف فيرت مستشار ألمانيا.

## مواليد

### يناير
- 1 يناير – روت ريمان كاتبة ألمانية.
- 1 يناير – رودولف هاج فيزيائي ألماني.

### مارس
- 8 مارس – رالف باير
- 15 مارس – كارل أوتو آبل فيلسوف ألماني.

### أبريل
- 7 أبريل – آنا ماري شيمل
- 7 أبريل – هوغو شتراسر
- 9 أبريل – كارل أمري
- 19 أبريل – إريش هارتمان
- 19 أبريل – كونو كلوتزر

### مايو
- 6 مايو – رالف هيرشمان
- 13 مايو – أوتل آيشر
- 23 مايو – جيرالد هولتون فيزيائي أمريكي.
- 30 مايو – رولف ويبر عالم نبات ألماني.

### يونيو
- 12 يونيو – غونتر بينش مهندس معماري ألماني.
- 13 يونيو – هيرمان جيرهارد هيرتز فيزيائي ألماني.

### أغسطس
- 9 أغسطس – كلاوس نونيمان كاتب ومؤلف ألماني.
- 16 أغسطس – غوتفريد فولك فيزيائي ألماني.

### سبتمبر
- 9 سبتمبر – هانز ديملت فيزيائي ألماني.
- 16 سبتمبر – هانز بالتيسبيرجير متسابق دراجات نارية ألماني.

### أكتوبر
- 14 أكتوبر – فرانز بدر فيزيائي ألماني.

### نوفمبر
- 8 نوفمبر – كونراد أليرس صحفي ألماني.
- 22 نوفمبر – يورغ زينك كاتب ومؤلف ألماني.
- 24 نوفمبر – كلوز موسر

### ديسمبر
- 8 ديسمبر – لوسيان فرويد
- 11 ديسمبر – هيلغا فايهي
- 14 ديسمبر – فولفغانغ مولر ممثل ألماني.

## وفيات

### يناير
- 25 يناير – جيورج رومر (مواليد 1868)

### فبراير
- 6 فبراير – جورج أوقست زنكر (مواليد 1855)

### يونيو
- 4 يونيو – هرمان ديلز (مواليد 1848)
- 9 يونيو – هوغو برونر (مواليد 1853)

### يوليو
- 5 يوليو – كارل غروسمان (مواليد 1863)
- 17 يوليو – هاينريش روبنز (مواليد 1865) فيزيائي ألماني.

### أكتوبر
- 25 أكتوبر – أوسكار هيرتويغ (مواليد 1849)

### نوفمبر
- 21 نوفمبر – كرل بتسولد (مواليد 1859)